# Metaphycus groenlandicus
Metaphycus groenlandicus är en stekelart som beskrevs av Peter Neerup Buhl 1997. Metaphycus groenlandicus ingår i släktet Metaphycus och familjen sköldlussteklar.
Artens utbredningsområde är Grönland. Inga underarter finns listade i Catalogue of Life.